# Charles Moeller
Charles Moeller (* 18. Januar 1912 in Brüssel; † 3. April 1986 in Brüssel) war ein belgischer katholischer Literaturwissenschaftler, Philosoph und Theologe.

## Leben
Charles Moeller wurde in eine Familie mit flämischen, dänischen und burgundischen Vorfahren geboren. Gegen Ende seiner Gymnasialzeit am Institut Saint-Boniface in Ixelles erkannte er bei Einkehrtagen in der Abtei Zevenkerken seine religiöse Berufung und trat in das Priesterseminar in Mechelen ein. 1937 wurde er zum Priester geweiht. Von 1941 bis 1954 lehrte er die französische und niederländische Sprache und Literatur am Collège Saint Pierre in Jette.
1950 wurde Moeller zum Professor der Philosophie an der Universitäten Löwen ernannt, wobei er noch bis 1954 auch seine Lehrtätigkeit in Jette fortführte. Zudem unterrichtete er am Centre International d’Études de la Formation Religieuse „Lumen Vitae“ in Brüssel. Von 1942 bis 1965 leitete er auch die Ökumenischen Wochen in Chevetogne (Semaines oecuméniques de Chevetogne). Von 1974 bis 1982 lehrte er an der Theologischen Fakultät der Katholieke Universiteit Leuven.
Bekannt wurde er durch seine Vorträge, in denen er die christliche Philosophie, die antike Philosophie, den Humanismus und die moderne Literatur aufeinander bezog und miteinander konfrontierte. Insbesondere setzte er sich mit den großen Schriftstellern des 20. Jahrhunderts auseinander. Aus seinen Vorträgen, die er nicht nur in Leuven selbst, sondern weltweit hielt und die weithin Beachtung fanden, entstanden mehrere Bücher. 1953 veröffentlichte Moeller den ersten Band von Literatur des 20. Jahrhunderts und Christentum, der binnen kurzem in elf Auflagen erschien, sodass Moeller ihm fünf weitere Bände folgen ließ. Die Reihe wurde zu einem Standardwerk der vergleichenden Literaturwissenschaft und unter anderem ins Deutsche, Englische, Italienische, Portugiesische und Spanische übersetzt. Kritiker hoben die Kunst seiner ebenso brillanten wie sorgfältigen Hermeneutik literarischer Texte hervor. Am 18. April 1970 wurde er in die Königliche Akademie für französische Sprache und Literatur Belgiens (Académie royale de langue et de littérature françaises de Belgique) gewählt.
Auf Wunsch von Paul-Émile Kardinal Léger (Montreal) wurde Moeller 1962 zum Peritus ernannt. Als belgischer Theologe gehörte er im Zweiten Vatikanischen Konzil zur „squadra belga“. Im Februar 1963 arbeitete er zusammen mit Gerard Philips am belgischen Alternativschema De Ecclesia. Schließlich wirkte er auch bei der Erarbeitung von Unitatis redintegratio, Nostra aetate und Dignitatis humanae mit.
Im Konzil verfolgte Moeller vor allem zwei Hauptanliegen, nämlich einerseits die Annäherung an die Ostkirchen und anderseits die Offenheit gegenüber dem zeitgenössischen Denken.
Von 1966 bis 1973 war Moeller der Untersekretär der Glaubenskongregation. Papst Paul VI. berief ihn 1972 zum ersten Rektor des im selben Jahr eröffneten Ökumenischen Instituts Tantur. Von 1973 bis 1980 war er Sekretär des Einheitssekretariats.

## Schriften
- Humanisme et sainteté. 1946.
- Sagesse grecque et paradoxe chrétien. 1948 (über die griechische Philosophie, Dante, Shakespeare, Fjodor Michailowitsch Dostojewski und Friedrich Nietzsche).
- Au seuil du christianisme. 1952 (über Platon, Augustinus, Blaise Pascal, John Henry Newman und Maurice Blondel).
- Littérature du XXe siecle et christianisme, Bände 1–5. Tournai 1953–1975; Band 6 (posthum). Louvain-la-Neuve 1993.
  - Band 1: Silence de Dieu. (über Albert Camus, André Gide, Aldous Huxley, Simone Weil, Graham Greene, Julien Green und Georges Bernanos).
  - Band 2: La Foi en Jésus-Christ (über Jean-Paul Sartre, Henry James, Roger Martin du Gard und Joseph Malègue).
  - Band 3: Espoir des hommes (über André Malraux, Franz Kafka, Vercors, Michail Scholochow, Thierry Maulnier, Alain Bombard, Françoise Sagan und Władysław Reymont).
  - Band 4: L’Espérance en Dieu notre Père (über Anne Frank, Miguel de Unamuno, Gabriel Marcel, Charles Du Bos, Fritz Hochwälder und Charles Péguy).
  - Band 5: Amour des hommes (über Bertolt Brecht, Antoine de Saint-Exupéry, Simone de Beauvoir, Paul Valéry und Saint-John Perse).
  - Band 6 (aus dem Nachlass herausgegeben von Georges Sion): L’Exil et le Retour (über Marguerite Duras, Ingmar Bergman, Valery Larbaud, François Mauriac, Gertrud von Le Fort und Sigrid Undset).
  - Deutsch: Literatur des zwanzigsten Jahrhunderts und Christentum. Bonn, Adamas-Verlag.
    - Band 1: Gottes Schweigen. Camus, Gide, Huxley, Simone Weil, Graham Greene, Julien Green, Bernanos. 1960.
    - Band 2: Der Glaube an Jesus Christus. Sartre, James, Martin du Gard, Malègue. 1961.
- L’homme moderne devant le salut. Éditions Ouvrières, Paris 1965.
  - Deutsch: Der Mensch vor dem Heil. Eine Untersuchung moderner Literatur. Salzburg, Müller 1967.
- L’élaboration du schema XIII. L’Église dans le monde de ce temps. Tournai 1968.

## Weblink
- Jean Lacroix: Charles Moeller. Membre belge littéraire du 18 avril 1970 au 3 avril 1986. Académie royale de langue et de littérature françaises de Belgique